# Il briccone galantuomo
Il briccone galantuomo (titolo originale The Twister) è un romanzo poliziesco del 1928 dello scrittore britannico Edgar Wallace. È stato tradotto anche coi titoli Il signore della City e Il furfante gentiluomo.

## Trama
Anthony Braid, per coloro che lo conoscono bene, è un uomo dalla reputazione non esattamente irreprensibile, però è anche uno dei più influenti esponenti della City. Anthony ama Ursula, la figlia di lord Frensham, gioca in borsa e ha fatto fortuna speculando nel mercato dei diamanti, inoltre possiede dei cavalli da corsa.

## Edizioni
- Edgar Wallace, Il briccone galantuomo, traduzione autorizzata di A. R. Ferrarin, A. Mondadori, Milano 1931
- Edgar Wallace, Il briccone galantuomo, A. Mondadori, Verona 1938
- Edgar Wallace, Il briccone galantuomo, Mondadori, Milano 1955
- Edgar Wallace, Il briccone galantuomo, A. Mondadori, Milano 1969
- Edgar Wallace, Il signore della city, Garden, Milano 1986
- Edgar Wallace, Il trasformista; Il signore della city, Garden, Milano 1989
- Edgar Wallace, Il furfante gentiluomo, Compagnia del giallo, Roma 1997
- Edgar Wallace, Il signore della city, Garden, Milano 1997